# Barrage de Liyuan
Le barrage de Liyuan est un barrage sur la rivière Jinsha (nom donné au cours supérieur du Yangzi Jiang), situé dans la province du Yunnan en Chine. Il est associé à une centrale hydroélectrique de 2 400 MW , comprenant 4 turbines de 600 MW chacune. Sa production électrique moyenne est estimée à 10 703 GWh/an.
D'une hauteur de 155 mètres, il forme un lac de retenue d'un volume de 727 millions de m3.
Sa construction a commencé en 2008 et sa mise en service progressive a eu lieu entre décembre 2014 et fin 2015, année de sa livraison complète. Le coût de construction total a atteint 16,1 milliards de yuans.

## Cascade hydroélectrique du Jinsha moyen
Le barrage de Liyuan est le troisième barrage d'une cascade hydroélectrique sur le Jinsha moyen, qui en comportera huit au total : Longpan, Liangjiaren, Liyuan, Ahai, Jinanqiao, Longkaikou, Ludila et Guanyinyan. Sur cette section de 1 328 km entre Shigu et Panzhihua, le fleuve Yangzi Jiang chute de 1 570 mètres, offrant un potentiel hydroélectrique considérable,.